# Паша-Салын
Паша́-Салы́н (также Сердюково; укр. Паша-Салин, крымскотат. Paşa Salın, Паша Салын) — исчезнувшее село в Ленинском районе Республики Крым, располагавшееся в центре района и Керченского полуострова, примерно в 2 км к северу от современного села Затишное, включённое в состав Приморского, восточная часть бывшего села

## История
В Камеральном Описании Крыма… 1784 года в составе Дин Керченскаго кадылыка Кефинского каймаканства записана только деревня Беяк Сален — видимо, в то время Маяк-Салын и Паша-Салын считались за одно поселение. После присоединения Крыма к России (8) 19 апреля 1783 года, (8) 19 февраля 1784 года, именным указом Екатерины II сенату, на территории бывшего Крымского Ханства была образована Таврическая область и деревня была приписана к Левкопольскому, а после ликвидации в 1787 году Левкопольского — к Феодосийскому уезду Таврической области. После Павловских реформ, с 1796 по 1802 год, входила в Акмечетский уезд Новороссийской губернии. По новому административному делению, после создания 8 (20) октября 1802 года Таврической губернии, Паша-Салын был включён в состав Акмозской волости Феодосийского уезда, но в Ведомости о числе селений, названиях оных, в них дворов… состоящих в Феодосийском уезде от 14 октября 1805 года не записан.
На военно-топографической карте генерал-майора Мухина 1817 года деревня Паша салы обозначена с 18 дворами. После реформы волостного деления 1829 года Паша Салын, согласно «Ведомости о казённых волостях Таврической губернии 1829 года», отнесли к Чурубашской волости (переименованной из Аккозской). Видимо, вследствие эмиграции крымских татар в Турцию, деревня опустела и на карте 1836 года в деревне 9 дворов, а на карте 1842 года Паша Салын обозначен условным знаком «малая деревня», то есть, менее 5 дворов.
В 1860-х годах, после земской реформы Александра II, деревню приписали к Сарайминской волости. Согласно «Памятной книжке Таврической губернии за 1867 год», деревня Паша Салын была покинута жителями в 1860—1864 годах, в результате эмиграции крымских татар, особенно массовой после Крымской войны 1853—1856 годов, в Турцию и заселена русскими, а, согласно «Списку населённых мест Таврической губернии по сведениям 1864 года», составленному по результатам VIII ревизии 1864 года, Паша-Салын — владельческий русский хутор с 4 дворами и 20 жителями при безыменной балке. По обследованиям профессора А. Н. Козловского начала 1860-х годов, в селении колодцы были глубиной 1—5 саженей (от 2 до 10 м), но в большинстве из них (около трёх четвертей) вода была «дурного качества». На трёхверстовой карте Шуберта 1865—1876 года в деревне Паша-Салын обозначено 2 двора. По «Памятной книге Таврической губернии 1889 года», по результатам Х ревизии 1887 года, в деревне Паша-Салын числилось 33 двора и 220 жителей. По «…Памятной книжке Таврической губернии на 1892 год» в Паша-Салыне, входившем в Ново-Александровское сельское общество, числилось 19 жителей в 3 домохозяйствах. На верстовой карте Крыма 1896—1926 года в селении обозначено 33 двора с русским населением. По «…Памятной книжке Таврической губернии на 1902 год» в деревне Паша-Салынь, входившей в Ново-Александровское сельское общество, числилось 212 жителей, домохозяйств не имеющих. По Статистическому справочнику Таврической губернии. Ч.II-я. Статистический очерк, выпуск пятый Феодосийский уезд, 1915 год, в деревне Паша-Салын (на земле Борисова С. А.) Сарайминской волости Феодосийского уезда числилось 7 дворов (все дворы безземельные) с русским населением в количестве 48 человек только «посторонних» жителей, из которых по 24 мужчины и женщины. За селением числилось 380 десятин земли. В хозяйствах имелось 13 лошадей, 2 вола и 4 коровы.
После установления в Крыму Советской власти, по постановлению Крымревкома, 25 декабря 1920 года из Феодосийского уезда был выделен Керченский (степной) уезд, а, постановлением ревкома № 206 «Об изменении административных границ» от 8 января 1921 года была упразднена волостная система и в составе Керченского уезда был создан Керченский район в который вошло село (в 1922 году уезды получили название округов. 11 октября 1923 года, согласно постановлению ВЦИК, в административное деление Крымской АССР были внесены изменения, в результате которых округа были отменены и основной административной единицей стал Керченский район в который вошло село. Согласно Списку населённых пунктов Крымской АССР по Всесоюзной переписи 17 декабря 1926 года, в селе Паша-Салын, Маяк-Салынского сельсовета Керченского района, числилось 64 двора, из них 61 крестьянский, население составляло 374 человека, из них 222 украинца, 81 русский, 32 белоруса, 1 татарин, 20 армян, 13 записаны в графе «прочие», действовала русская школа I ступени (пятилетка). Постановлением ВЦИК «О реорганизации сети районов Крымской АССР» от 30 октября 1930 года (по другим сведениям 15 сентября 1931 года) Керченский район упразднили и село включили в состав Ленинского, а, с образованием в 1935 году Маяк-Салынского района (переименованного 14 декабря 1944 года в Приморский) — в состав нового района. На подробной карте РККА Керченского полуострова 1941 года в селе «Паша-Салын Сердюково» отмечено 47 дворов.
Указом Президиума Верховного Совета РСФСР от 18 мая 1948 года, Паша-Салын и Сердюково присоединили к Приморскому.

### Динамика численности населения
| - 1864 год — 20 чел. - 1889 год — 220 чел. - 1892 год — 19 чел. | - 1902 год — 212 чел. - 1915 год — 0/48 чел. - 1926 год — 374 чел. |